# Australische Cricket-Nationalmannschaft in Indien in der Saison 2016/17
Die Tour der australischen Cricket-Nationalmannschaft nach Indien in der Saison 2016/17, auch als Border–Gavaskar Trophy 2016/17 bezeichnet, fand vom 23. Februar bis zum 29. März 2017 statt. Die internationale Cricket-Tour war Bestandteil der Internationalen Cricket-Saison 2016/17 und umfasste vier Tests. Indien gewann die Serie 2–1.

## Vorgeschichte
Indien spielte zuvor einen Test gegen Bangladesch und Australien eine Tour gegen Sri Lanka, die erst einen Tag zuvor endete. Das letzte Aufeinandertreffen der beiden Mannschaften bei einer Tour fand in der Saison 2015/16 in Australien statt.

## Stadien
Die folgenden Stadien wurden für die Tour als Austragungsort vorgesehen und am 9. Juni 2016 bekanntgegeben.
| Stadion                                      | Stadt      | Kapazität | Spiele  |
| -------------------------------------------- | ---------- | --------- | ------- |
| M. Chinnaswamy Stadium                       | Bengaluru  | 42.000    | 2. Test |
| Himachal Pradesh Cricket Association Stadium | Dharamsala | 23.000    | 4. Test |
| Subrata Roy Sahara Stadium                   | Pune       | 42.000    | 1. Test |
| JSCA International Stadium Complex           | Ranchi     | 39.133    | 3. Test |

## Kaderlisten
Australien benannte seinen Kader am 15. Januar 2017.
Indien benannte seinen Kader am 14. Februar 2017.
| Test | Test |
| Indien | Australien |
| --- | --- |
| - Virat Kohli (K) - Ajinkya Rahane (VK) - Ravichandran Ashwin - Shreyas Iyer - Ravindra Jadeja - Bhuvneshwar Kumar - Abhinav Mukund - Karun Nair - Hardik Pandya - Cheteshwar Pujara - KL Rahul - Wriddhiman Saha (wk) - Ishant Sharma - Murali Vijay - Jayant Yadav - Kuldeep Yadav - Umesh Yadav | - Steve Smith (K) - David Warner (VK) - Ashton Agar - Jackson Bird - Pat Cummins - Peter Handscomb - Josh Hazlewood - Steve O’Keefe - Usman Khawaja - Nathan Lyon - Shaun Marsh - Mitchell Marsh - Glenn Maxwell - Matt Renshaw - Mitchell Starc - Marcus Stoinis - Mitchell Swepson - Matthew Wade (wk) |

## Tests

### Erster Test in Pune
| 23. – 25. Februar Scorecard | Pune | Australien 260 (94.5) & 285 (87) | – | Indien 105 (40.1) & 107 (33.5) |
|                             |      | Australien gewinnt mit 333 Runs  |   |                                |

### Zweiter Test in Bengaluru
| 4. – 7. März Scorecard | Bengaluru | Indien 189 (71.2) & 274 (97.1) | – | Australien 276 (122.4) & 112 (35.4) |
|                        |           | Indien gewinnt mit 75 Runs     |   |                                     |

Beim Test kam es zu Beschwerden der indischen Mannschaft, als der australische Kapitän vor Anrufung des Decision Review System von außen um Hilfe gesucht haben sollte. Vom Weltverband ICC wurde jedoch kein Fehlverhalten festgestellt.

### Dritter Test in Ranchi
| 16. – 20. März Scorecard | Ranchi | Australien 451 (137.3) & 204-6 (100) | – | Indien 603-9d (210) |
|                          |        | Remis                                |   |                     |

### Vierter Test in Dharamsala
| 25. – 28. März Scorecard | Dharamsala | Australien 300 (88.3) & 137 (53.5) | – | Indien 332 (118.1) & 106-2 (23.5) |
|                          |            | Indien gewinnt mit 8 Wickets       |   |                                   |